# Anglická modální slovesa
Anglická modální slovesa (též způsobová slovesa) jsou pomocná slovesa určující způsob významového slovesa. Jsou používána k tvoření časů, záporů a otázek. Modální slovesa tvoří 50 % výskytu anglických sloves ve větách. Liší se od ostatních sloves tím, že nepřibírají koncovku -s, která se přidává u jiných-nemodálních anglických sloves ve 3. osobě jednotného čísla, času přítomného prostého. Dále se k vytvoření otázek a záporů u modálních sloves nepoužívají pomocná slovesa.
Když chceme k modálnímu slovesu připojit jiné sloveso, nedáváme před připojené sloveso to (např. I should go there. - Měl bych tam jít. Ne: I should to go there.).

## Význam
- may - smět
- can - moci, umět
- shall - mít - v duševním smyslu, ne "vlastnit"; vyjadřuje také budoucnost
- will - vyjadřuje blízkou budoucnost nebo budoucnost promyšlenou v okamžiku mluvení - budoucnost neprokázanou důkazem
- must/have to - muset

Všechna tato slovesa mají i své protějšky v minulém čase, které většinou používáme u zdvořilé konverzace.[zdroj?]
- might - mohl by, snad
- could - mohl jsem, uměl jsem
- should/ought to - měl bych
- would - bych
- had to - musel jsem

Sloveso must minulý čas ani zápor nemá; sloveso must se od všech modálních sloves liší tím (často není ani mezi modální slovesa zařazováno[zdroj?]), že k vytvoření jeho záporu nebo otázky musíme použít patřičné pomocné sloveso podle toho, v jakém slovesném čase ho použijeme.
- have to - budoucí čas
- must nebo have to - přítomný čas
- had to - minulý čas

Pro must v přítomném čase se rozhodneme, pokud je záležitost neodkladná, např. život ohrožující. Pro have to se rozhodneme, pokud je situace mírnější[zdroj?].

## Užití
Anglická modální slovesa (can, may, must, will, shall s variantami could, might, would a should) mají tyto charakteristické vlastnosti:
1. nelze utvořit jejich infinitiv,
2. následují po nich vždy slovesa v infinitivu bez částice "to", k vyjádření charakteru děje se využívá po modálních slovesech i průběhový a minulý infinitiv,
3. netvoří budoucí ani minulé časy (s výjimkou variant can-could),
4. zápor tvoří bez pomocného slovesa použitím záporné částice "not",
5. otázku tvoří bez pomocného slovesa použitím inverze,
6. na rozdíl od ostatních sloves nemají ve 3. osobě jednotného čísla koncovku -s,
7. není-li modální sloveso ve větě zdůrazňováno, vyslovuje se bez přízvuku.
1. Infinitiv modálních sloves
Anglická modální slovesa nemají infinitiv. Pokud v překladu potřebujeme vyjádřit například "Je nezbytné umět plavat.", užíváme opisných tvarů: can, may - to be able to ..., to be allowed to ..., must - to have to ..., to need to .... Příklad: It is necessary to be able to swim.
2. Infinitiv následující po modálních slovesech
Modální slovesa bývají následována infinitivem bez částice "to". Příklad: You should wait. (Měl bys počkat). Příklad pro použití průběhového infinitivu: You must be joking. (Ty určitě žertuješ). Příklad pro použiti minulého infinitivu: They might have forgotten us. (Možná na nás zapomněli).
3. Minulý čas a budoucí čas modálních sloves
Pouze variantu modálního slovesa "could" lze použít k vyjádření minulého času, například "She could say anything." ("Mohla říci cokoliv " ale také: "Mohla by říci cokoliv") . Pro vyjadřování minulých a budoucích dějů se uživá opisných tvarů "to be able to ...", "to be allowed to ..." a "to have to ..." Například: We were allowed to sleep longer. (Směli jsme spát déle). Tom had to ask about the way. (Tom se musel ptát na cestu). You will be able to speak English in two years. (Za dva roky budete umět mluvit anglicky.)
4. Zápor modálních sloves
Podobně jako u sloves "be" a "have" se zápor tvoří pomocí "not" bez užití pomocného slovesa. Vazba "cannot" se píše jako jedno slovo. Sloveso "must" získává v záporu jiný význam: Příklad: We must wait here. (Musíme čekat zde). We must not wait here. (Nesmíme zde čekat). K vydření českého "Nemusíme zde čekat" máme tři možnosti: We do not have to wait here. We need not wait here. We do not need to wait here. Stažený tvar pro "will not" má pravopisnou podobu "won't".
5. Otázky s modálními slovesy
Otázky se s modálními slovesy tvoří pomocí převráceného slovosledu (inverze) podobně jako u sloves "be" a "have". Příklady: Can the children swim? (Umí ty děti plavat?) Will it be easy? (Bude to snadné?)

## Vyjádření pravděpodobnosti
Modální slovesa mohou též vyjadřovat pravděpodobnost. K tomu se pojí s prostým infinitivem bez částice to (He must do it - Určitě to dělá), nebo s minulým infinitivem bez částice to (He must have done it). V obou případech může být infinitiv též průběhový: be + ingový tvar.

### Jistota (určitě ano, určitě ne)
Určitě ano - must. Určitě to teď píše: He must be writing it. Určitě to napsal: He must have written it.
Určitě ne - can't. Určitě to teď nepíše: He can't be writing it. Určitě to nenapsal: He can't have written it.
Sloveso must zde nemůže být nahrazeno slovesem have to, význam je totiž jiný: He had to write it (Musel to napsat - někdo jej nutil). He must have written it (Určitě to napsal - musel tedy ve smyslu určitě to udělal).

### Možnost a pravděpodobnost
Možná ano - may, might, could. Asi to napsal: He may have written it; He could have written it; He might have written it.
Možná ne - may not, might not. Možná nepřijde: He may not come; He might not come
Všechna tři slovesa jsou si významově podobná, největší jistotu mluvčího vyjadřuje may, nejmenší could, ale rozdíly jsou zanedbatelné.

## Slovesa pomocná
Dále v angličtině máme slovesa pomocná, která používáme k vyjádření časů, záporů a otázek v jednotlivý časech. Patří sem slovesa:
- to have - mít
- to do - dělat
- to be - být